# Jan Antoni Poszakowski
Jan Antoni Poszakowski SJ, lit. Jonas Antanas Pašakauskas (ur. 1 marca 1684, zm. 3 czerwca 1757) – litewski jezuita, teolog, pisarz polemiczny, historyk, autor kalendarzy, kapelan nadworny Anny Katarzyny z Sanguszków Radziwiłłowej i Hieronima Floriana Radziwiłła.

## Życiorys
Jan Poszakowski urodził się 1 marca 1684 roku w nieznanej miejscowości nad rzeką Szaka na terenie parafii Szadów (powiat upicki, województwo trockie). Pochodził z rodziny drobnoszlacheckiej. Naukę pobierał w szkole jezuickiej w Kownie. Po ukończeniu klasy retoryki wstąpił do prowincji litewskiej Towarzystwa Jezusowego 21 lipca 1700 roku. Dwuletni nowicjat odbył w domu nowicjackim przy kościele św. Ignacego w Wilnie. W roku szkolnym 1702/03 uczestniczył w kursie retoryki dla scholastyków jezuickich w Nieświeżu. W latach 1703–1706 studiował filozofię pod kierunkiem Michała Suffczyńskiego w Akademii Wileńskiej, gdzie zdaniem egzaminatorów osiągnął bardzo dobre wyniki. W latach 1706–1710 wykładał infimę, gramatykę, syntaksę i poetykę w Akademii Wileńskiej. W wyniku epidemii dżumy w lipcu 1710 roku Poszakowski wraz ze współbraćmi schronił się w majątku Akademii Dworzyszcze, gdzie jesienią tego roku rozpoczął naukę teologii scholastycznej. Studia te kontynuował po powrocie do Wilna wiosną 1711 roku. Tam otrzymał też święcenia kapłańskie 21 maja 1713 roku. Z uwagi na dobre wyniki w nauce został dopuszczony do dysputy publicznej z zakresu teologii scholastycznej. Tym samym uzyskał zezwolenie na rozwiązanie kazusów sumienia.

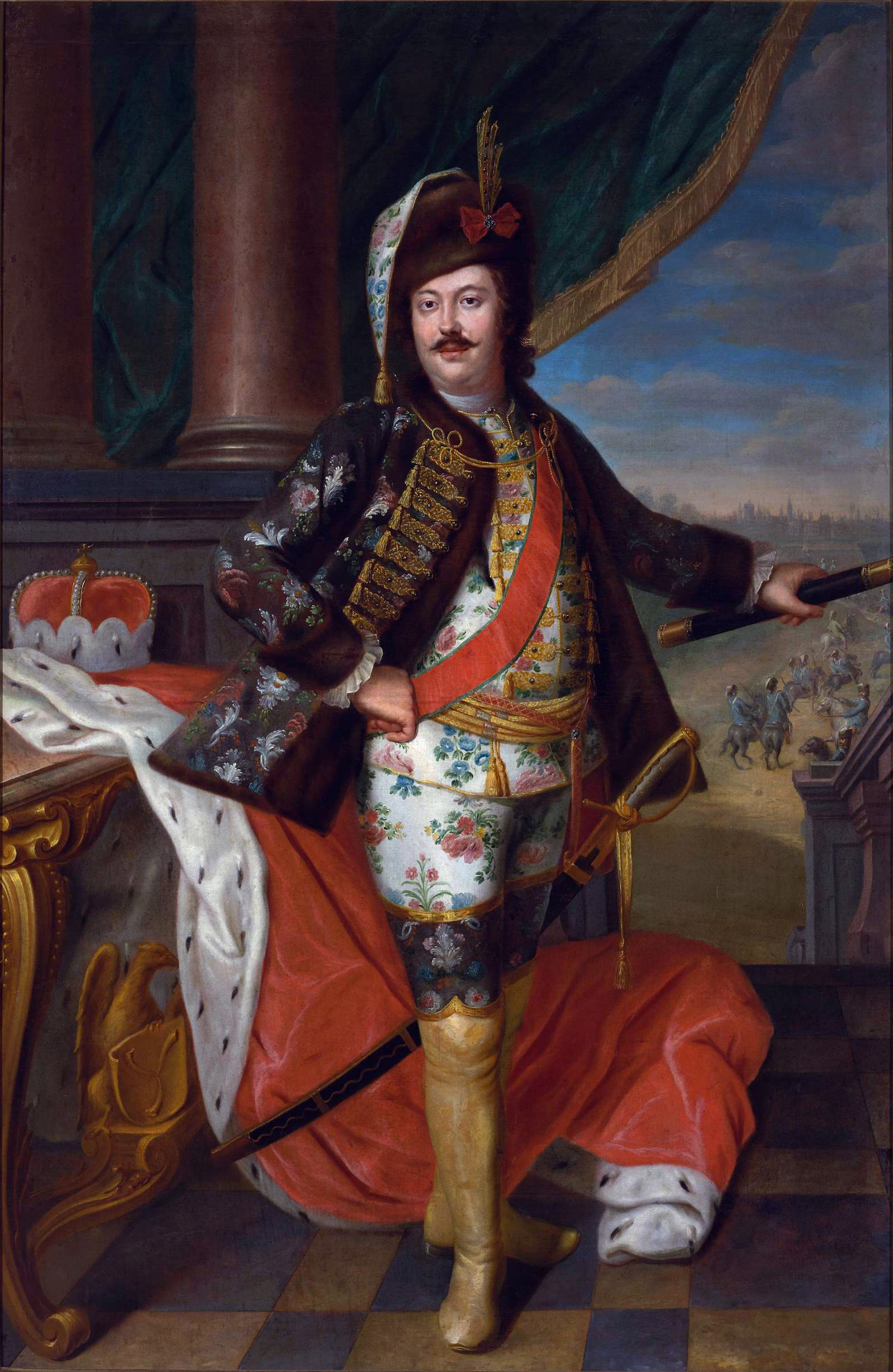
Hieronim Florian Radziwiłł (1715-1760)

Dzięki znajomości języka litewskiego, wyniesionej z domu rodzinnego, Poszakowski głosił kazania w tym języku w wileńskim kościele św. Janów. W roku szkolnym 1714/15 Poszakowski wykładał poetykę i retorykę w Kownie, a następnie w Krożach (1715/16). W roku 1716/17 odbył trzecią probację w Nieświeżu. Następnie pracował jako minister (zastępca rektora), ojciec duchowny, prefekt szkół i kaznodzieja litewski w Kownie w roku 1717/18. Tu 15 sierpnia 1717 roku złożył uroczystą profesję tzw. czwartego ślubu. W latach 1718–1721 wykładał filozofię (logikę, fizykę i metafizykę wraz z etyką) w Akademii Wileńskiej. Przy obejmowaniu katedry filozoficznej 30 sierpnia 1718 roku otrzymał stopień magistra sztuk wyzwolonych i filozofii
W roku szkolnym był ministrem, prefektem szkół, prefektem kościoła i prokuratorem kolegium nieświeskiego. Od 1722 roku związany był z dworem Anny Katarzyny z Sanguszków Radziwiłłowej, gdzie służył jako wychowawca jej syna Hieronima Floriana Radziwiłła. Formalnie należał do kolegium nieświeskiego, rezydował jednak w Białej Książęcej. Poszakowski miał towarzyszyć księciu podczas podróży zagranicznej. Jednak mimo uzyskania zgody na wyjazd od generała Franza Retza już w 1731 roku, Poszakowski nie wyjechał, pozostając na dworze Anny Katarzyny. W latach 1733–1735 jezuicki katalogi osobowe podawały go jako kapelana nadwornego Hieronima Floriana Radziwiłła, przypisanego do kolegium w Słucku. 22 maja 1735 został rektorem kolegium słuckiego. Urząd ten pełnił do 1739 roku. Jako przełożony kolegium słuckiego organizował uroczyste obchodzenie imienin Anny Katarzyny i Hieronima Floriana Radziwiłłów, a w 1736 roku hucznie przyjął księcia po jego powrocie z podróży zagranicznej. W 1738 roku uporządkował bibliotekę i odprawiał uroczystości kanonizacyjne św. Jana Franciszka Regisa. Dzięki kontaktom z dworem radziwiłłowskim starał się o korzyści materialne dla kolegium, np. uzyskując zapasy miodu pitnego, paramenty i lustra wytworzone w manufakturach radziwiłłowskich.

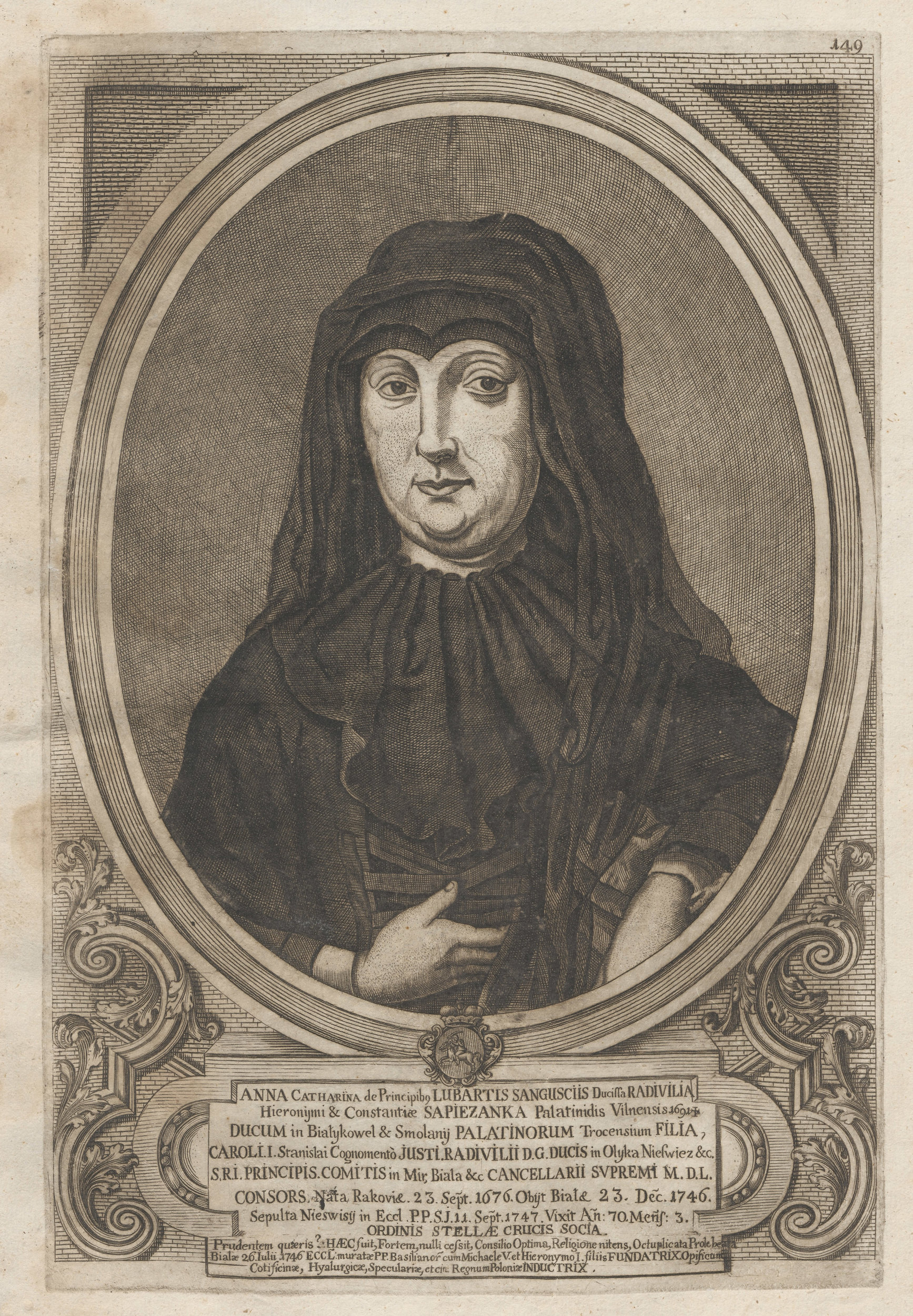
Anna Katarzyna z Sanguszków Radziwiłłowa (1676-1746), kanclerzyna wielka litewska, protektorka Jana Poszakowskiego

W styczniu 1739 roku Poszakowski objął urząd rektora kolegium nieświeskiego, który sprawował do 1742 roku. Po złożeniu tego urzędu przeniósł się do domu trzeciej probacji przy kościele św. Michała pod Nieświeżem, gdzie poświęcił się działalności piśmienniczej, pełniąc równocześnie urzędy ojca duchownego, katechety braci zakonnych, doradcy rektora (łac. monitor) i spowiednika domowego. Z uwagi na pogarszający się stan zdrowia w 1756 roku Poszakowski powrócił do kolegium nieświeskiego. W ostatnim roku życia był doradcą rektora, profesorem języka francuskiego i historii. Zmarł w Nieświeżu 3 czerwca 1757 roku.
Relacje z dworem radziwiłłowskim odgrywały silną rolę w kształtowaniu piśmiennictwa Poszakowskiego. W kręgu Anny Katarzyny jezuita nauczył się języka francuskiego. Znajomość tego języka pozwalała mu później tłumaczyć obcą literaturę religijną. Jako wychowawca Hieronima Floriana interesował się dziejami rodu Radziwiłłów, przepisując życie Bogusława Radziwiłła i tłumacząc pamiętnik Albrychta Stanisława Radziwiłła na polski. Starania o opublikowanie tego dzieła podjęła Anna Katarzyna u Józefa Andrzeja Załuskiego. Na specjalne pozwolenie hetmana Michała Kazimierza Radziwiłła „Rybeńki” jezuita korzystał z biblioteki ordynackiej w zamku nieświeskim. Kontakty Poszakowskiego jako pisarza nie były jednak ograniczone do dworu Radziwiłłów. Jezuita prowadził również korespondencję z koadiutorem wileńskim Józefem Stanisławem Sapiehą oraz z Józefem Andrzejem Załuskim. Sekretarz Załuskiego Jan Daniel Janocki zawarł sylwetkę Poszakowskiego w Lexicon der itzlebenden Gelehrten in Polen.
Według nekrologu Poszakowski cechował się pogodnym usposobieniem, otwartością i życzliwością, dzięki której zjednywał sobie przyjaciół. Dobre relacje utrzymywał też z innowiercami przebywającymi na dworze Radziwiłłów. Skutkowało to niekiedy konwersjami, jak w przypadku chirurga Mahlera i czy Petersona. Poszakowski był też człowiekiem pracowitym i płodnym pisarzem: mimo pogarszającego się stanu zdrowia do końca życia zajmował się pisaniem, wydając ponad 30 dzieł. Ponadto, mimo bliskich kontaktów z dworem Radziwiłłów i piastowania zaszczytnych urzędów zakonnych zachował też osobistą skromność.

## Twórczość
Prace Jana Poszakowskiego dzielą się na cztery grupy: 1) teologiczno-polemiczne, 2) historyczno-apologetyczne, 3) kalendarze oraz 4) literatura nabożna i homiletyczna. Dzieła te były napisane zrozumiałą polszczyzną, wolną od makaronizmów i wtrętów łacińskich. Litewski jezuita dążył do jedności Kościoła, którą on pojmował nie jako pogodzenie różnych wyznań w duchu irenizmu, lecz jako powrót innowierców na łono Kościoła łacińskiego.

### Dzieła teologiczno-polemiczne
Prace apologetyczne Poszakowskiego wpisywały się w tendencję pojednawczą, która nastała w połowie XVII wieku w atmosferze kolokwium toruńskiego. Wybór takiej strategii komunikacyjnej wynikał też z obecności innowierców na dworze Radziwiłłów, na którym Poszakowski był aktywny jako duszpasterz. Ze względu na tych odbiorców prace Poszakowskiego były pozbawione inwektyw i cechowały się spokojnym tonem i rzetelną argumentacją: autor zestawiał stanowisko Ojców Kościoła w danej kwestii z nauką Jana Kalwina czy Marcina Lutra, by udowodnić, że Kościół katolicki jest bliższy pierwotnemu Kościołowi niż wyznania ewangelickie.
Taką metodę stosował Poszakowski w pierwszej książce pt. Nauka PP. Dissidentów z Nauką Starodawnego Kościoła Zniesiona (Wilno 1733), zadedykowanej Tomaszowi Wolanowi, cześnikowi oszmiańskiemu i wyznawcy kalwinizmu.
Kolejnym dziełem był Głos Pasterza Jezusa Chrystusa wzywającego owieczki do owczarni swoiey albo Nauka katolicka (Wilno 1736), zadedykowany biskupowi wileńskiemu Michałowi Janowi Zienkowiczowi. Dzieło to stanowiło pierwszą pozycję z sześciutomowej serii, której celem było umocnienie katolików w wierze. Poszakowski rozprawiał w nim o istnieniu Boga wbrew ateistom oraz o prawdziwości religii chrześcijańskiej wbrew deistom i naturalistom. Dalej przedstawiał wykład eklezjologii w duchu katolicyzmu, nie wnoszący nic nowego w porównaniu z polemistami szesnastowiecznymi. O prawdziwości religii katolickiej miała świadczyć przede wszystkim jego starodawność, którą Poszakowski udowadniał w świetle sukcesji biskupów rzymskich, oraz niezmienność i trwałość.

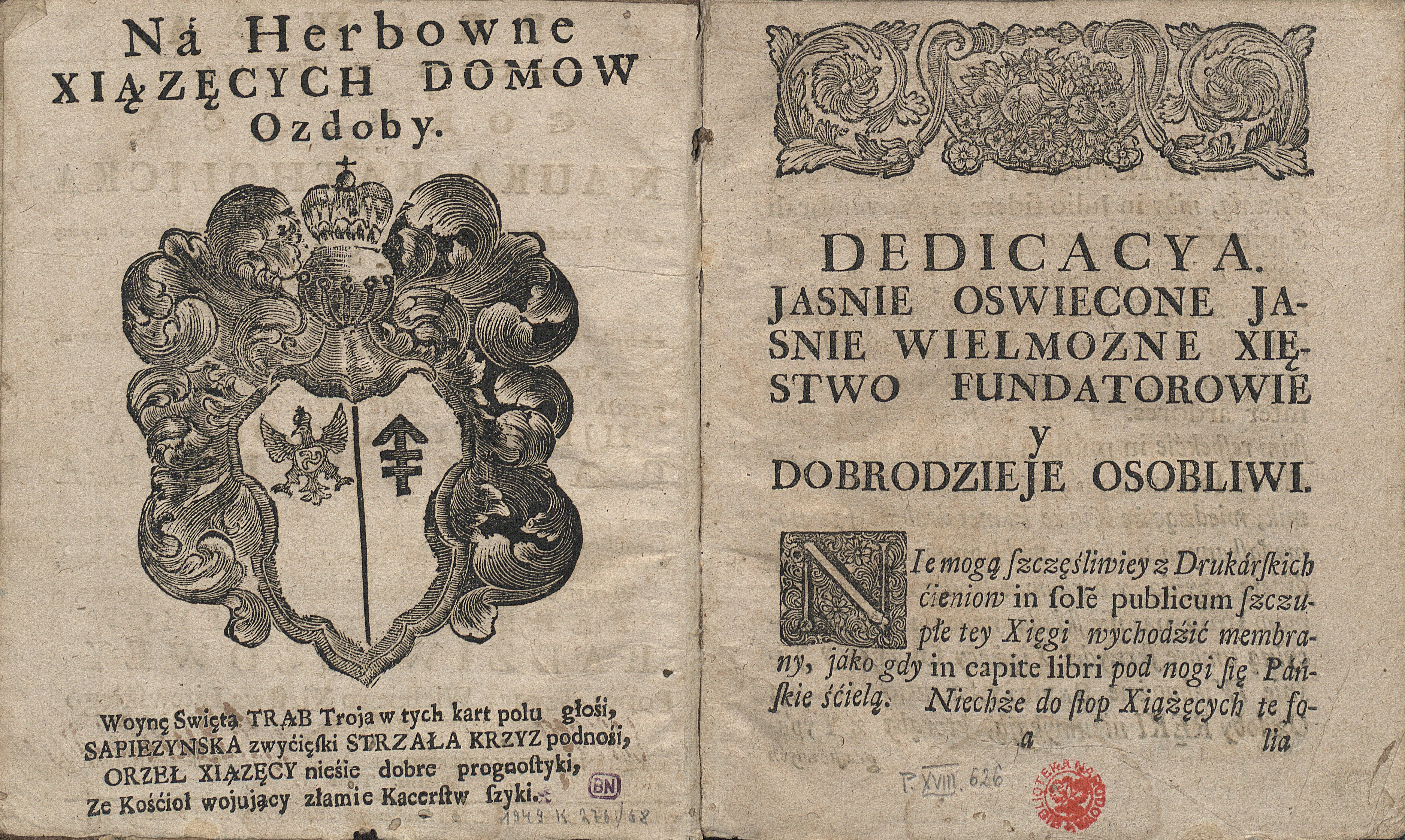
Dedykacja Prawdy z orłem i strzałą Jana Poszakowskiego, z herbami Trąby Radziwiłłów i Lis Sapiehów

Kontynuacją Głosu pasterza był tom poświęcony polemice z Kościołem ewangelicko-augsburskim na temat Eucharystii, pt. Rozdział Światła od ciemności, to jest Nauka katholicka o Przenayświętszey Eucharystyey z Nauką Protestantów Konfessyey Augzburskiey w Xięgach Symbolicznych zawartą zniesiona, y we trzech tratkatach przełożona (Wilno 1737). Druga wersja, zatytułowana wprost Nauka katholicka o Przenayświętszey Eucharystyey była zadedykowana kapitanowi Pawłowi Kryjerowi Wojewskiemu. Rozdział Światła stanowił odpowiedź na pisma polskiego luteranina Marcina Zygmunta Zieleńskiego. Traktat Poszakowskiego dzielił się na cztery części: pierwsza dotyczyła mszy, druga – przytomności Chrystusa w Eucharystii, trzecia – komunii pod jedną postacią. W ostatniej części autor udowadniał, że protestanci nigdy tak naprawdę nie spożywają ciała i krwi Chrystusa z braku prawdziwych kapłanów. Przygotowując to dzieło, Poszakowski korzystał z twórczości alzackiego jezuity Johanna Jacoba Scheffmachera.
Kolejne trzy tomy serii były również skierowane przeciw luteranom. W trzecim tomie pt. Firmament Prawdy Trzema Gwiazdami rozumy Dyssydentów oświecający (Wilno 1737), zadedykowanym biskupowi żmudzkiemu Jozafatowi Karpiowi, Poszakowski poruszał temat kultu świętych, modlitwy za zmarłych i czyśćca. Czwarty tom pt. Lilia między Cierniami, Prawda między błędami (Wilno 1738), został ofiarowany przez autora koadiutorowi wileńskiemu Józefowi Stanisławowi Sapiesze. Książka ta była poświęcona nauce o usprawiedliwieniu. Piąty tom, zatytułowany Prawda z Orłem i Strzałą nad Kacerskiemi Błędami górująca (Wilno 1740) był traktatem apologetyczno-dogmatycznym o Kościele. Adresatami listu dedykacyjnego byli Hieronim Florian Radziwiłł i jego małżonka Teresa z Sapiehów. Tytuł dzieła nawiązywał do herbu Trąby Radziwiłłów i do herbu Lis Sapiehów. W ostatnim, szóstym tomie serii, zatytułowanym Konfessya albo wyznanie wiary jednostaynym konsensem y zgodą wszystkich zborów kalwińskich ułożone (Warszawa 1742) Poszakowski wznawiał polemikę z Kościołem ewangelicko-reformowanym. Dzieło to zadedykował biskupowi płockiemu Antoniemu Sebastianowi Dembowskiemu.

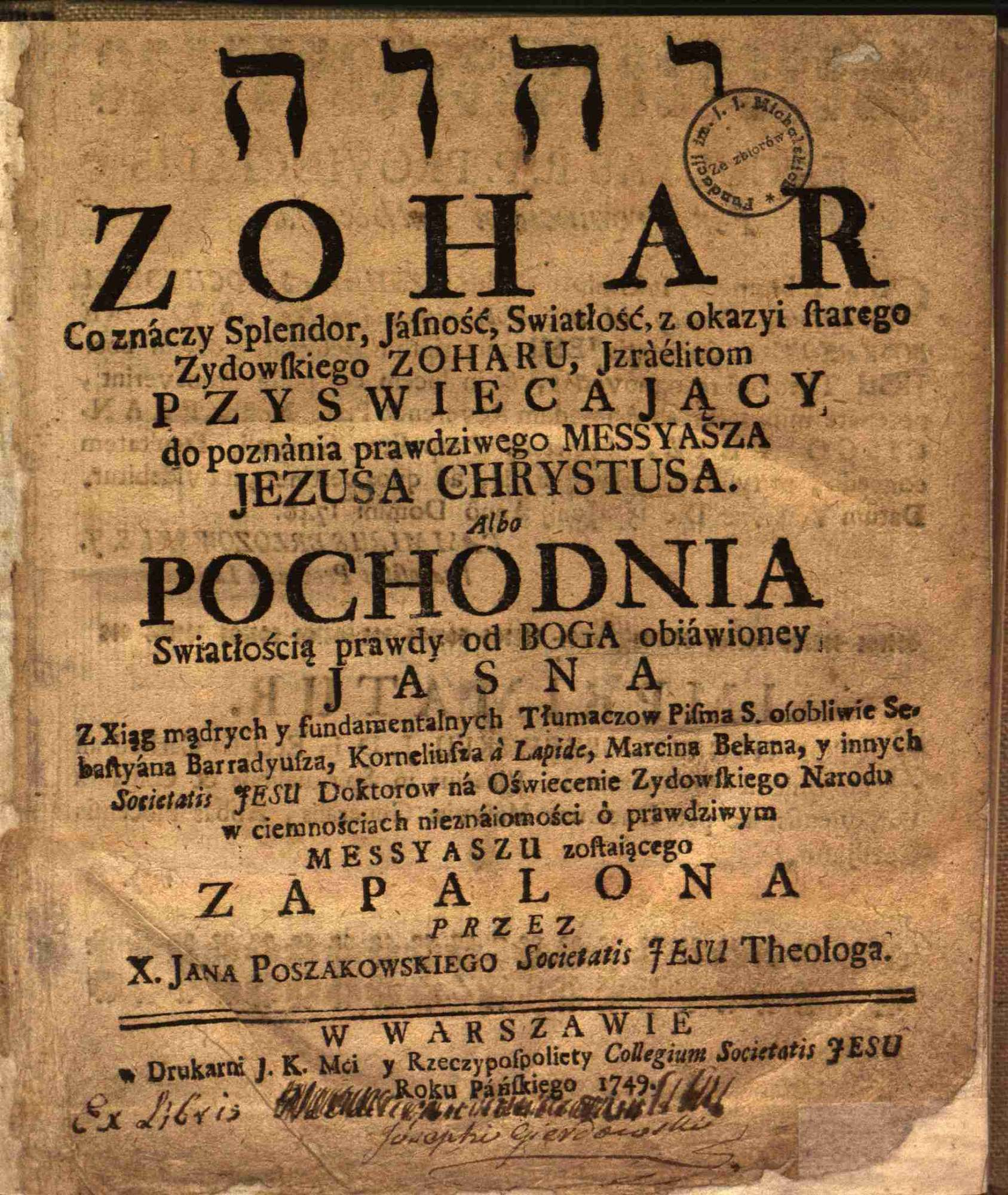
Strona tytułowa Zoharu Jana Poszakowskiego

Ostatnią, samodzielną pracą Poszakowskiego polemizującą z wyznaniami ewangelickimi, była Antidotum contra antidotum albo zbawienna przestroga (Wilno 1754). Poszakowski odpierał zarzuty stawiane teologom katolickim w książce luteranina Wojciecha Węgierskiego Antidotum abo lekarstwo duszne, wznowionej w Królewcu w 1750 roku.
Poszakowski polemizował nie tylko z przedstawicielami wyznań ewangelickich, ale również z Żydami i jansenistami. Do wyznawców religii mojżeszowej był skierowany Zohar co znaczy splendor, jasność, światłość (Warszawa 1749), w którym Poszakowski udowadniał w oparciu o dzieła jezuitów Sebastiana Barradasa, Corneliusa a Lapide i Martina Becana, że Chrystus jest prawdziwym Mesjaszem.
W 1755 roku Poszakowski opublikował w Warszawie dzieło Absurda Jansenistica. Było to tłumaczenie książki Apologie de Cartouche francuskiego jezuity Louisa Patouilleta, związanego z dworem Stanisława Leszczyńskiego w Nancy. Celem Patouilleta było udowodnienie, że jansenizm może służyć usprawiedliwianiu najcięższych zbrodni, uosobnionych przez słynnego zbójnika Louisa-Dominique’a Cartouche’a. Poszakowski zrezygnował z odniesienia do tej nieznanej dla polskiego czytelnika postaci, zachował jednak formę dialogu między teologiem katolickim a zwolennikiem jansenizmu. Jako dodatek Poszakowski umieścił bullę Klemensa XI Unigenitus (1713) oraz inne dokumenty związane z potępianiem tez Pasquiera Quesnelle’a przez Kościół katolicki. Jako jedyne dzieło Poszakowskiego Absurda jansenistica zostało wznowione po jego śmierci pod tytułem Niegodziwość Jasenistska (Kalisz 1783).

### Prace historyczne
Prace historyczno-apologetyczne Jana Poszakowskiego stanowiły uzupełnienie jego pism teologiczno-polemicznych. Autor starał się w nich doprowadzić do jedności Kościoła nie w oparciu o argumenty teologiczne, lecz metodą historyczną. Dzieje wyznań reformacyjnych Poszkowski ujmował raczej faktograficzne, nie wnikając w przyczyny Reformacji. Rezygnował także z oceniania doktryny protestanckiej z punktu widzenia teologicznego, gdyż to zostało już dokonane w pismach teologiczno-polemicznych.

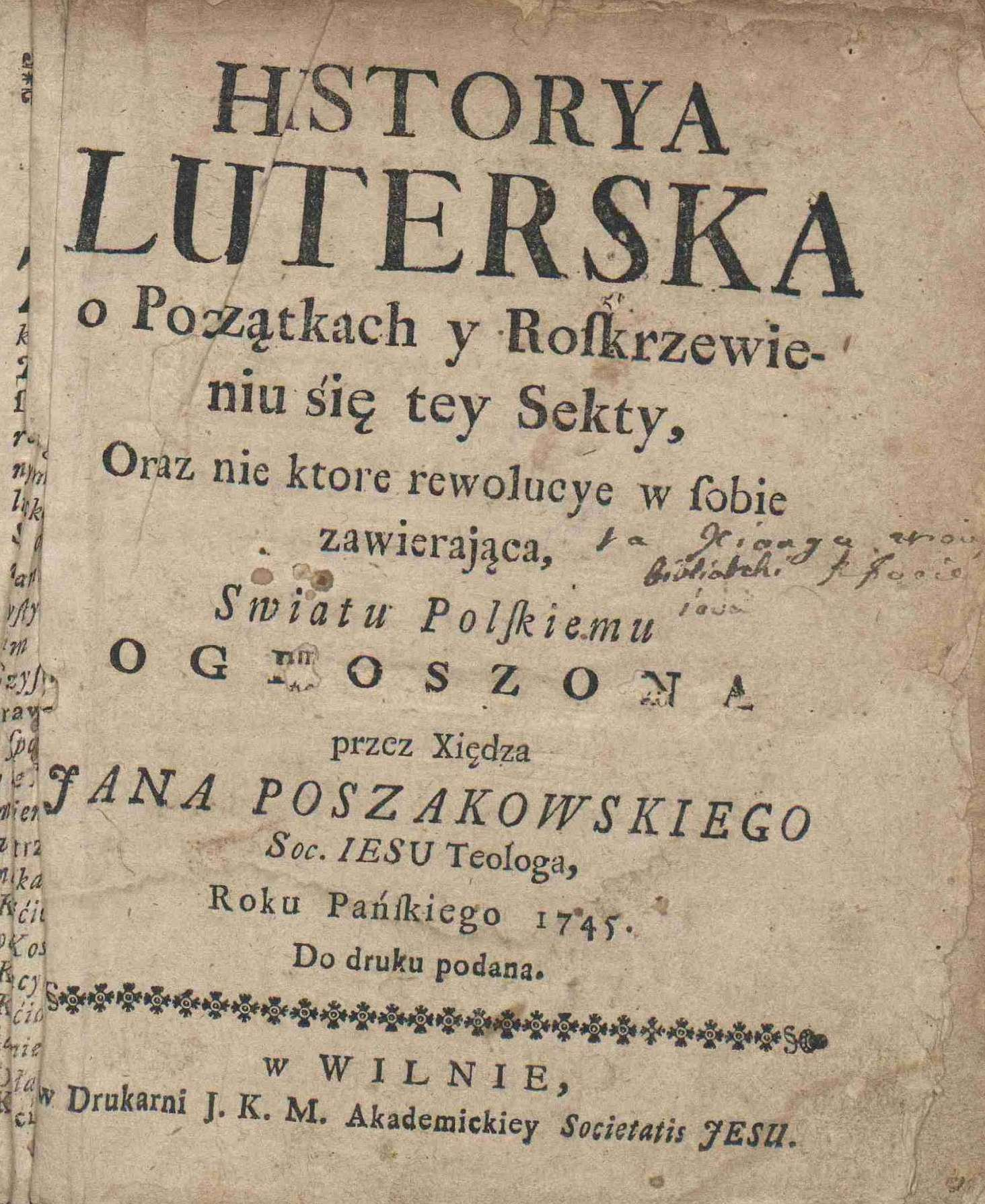
Strona tytułowa Histoyi luterskiej Jana Poszakowskiego

Pierwsza książka pt. Historya Luterska o Początkach i Roskrzewieniu się tey Sekty (Wilno 1745) omawiała początki wyznania ewangelicko-augsburskiego oraz jego rozwój w Prusach, w Polsce i w Wielkim Księstwie Litewskim. Druga książka pt. Historya Kalwińska o Początkach, progresie y upadku tey sekty we Francyi (Warszawa 1747) porównywała doktryny Zwingliego i Kalwina z nauką Lutra. Omawiała też losy tego wyznania we Francji. Książka była zadedykowana podkomorzym poznańskim Franciszkowi i Zofii z Czarnkowskich Radzewskim. Kolejny tom, wydany pod tytułem Historya o początku odszczepieńswa Kościoła Anglikańskiego y weyściu do niego Herezyi Kalwińskiey y innych Sekt (Warszawa 1748) i zadedykowany Janowi Chreptowiczowi, stolnikowi nowogródzkiemu, dotyczył nie tyle rozwoju Kościoła anglikańskiego, ile prześladowania katolików na Wyspach Brytyjskich. Poszakowski powoływał się na poczytne dzieło Nicolasa Sandera i Edwarda Richtona De origine ac progressu schismatis Anglicani (Reims 1585, II wyd. 1586), które podlegało licznym przeróbkom i przedrukom (m.in. w Gdańsku w 1698 roku). Poszakowski uzupełniał i rozszerzał chronologicznie pierwowzór w oparciu o dzieło Gilberta Burneta The history of the reformation of the Church of England (Londyn 1679-1714), które zapewne znał w wersji łacińskiej, oraz Istoria della di Gesù: L’Inghilterra parte dell’Europa Daniella Bartoliego (Bolonia 1676) i Societas Iesu apostolorum imitatrix Matthiasa Tannera (Praga 1694). Ostatnia część historii kalwińskiej wyszła pod tytułem Historyi Kalwińskiey część trzecia, w którey się opisuje okazya, y sposób rzmnożenia tej herezyi w Belgium albo w Niderlandzie (Warszawa 1749) z dedykacją Błażejowi Krasińskiemu, staroście przasznyckiemu. Przy omawianiu wojen niderlandzkich Poszakowski opierał się głównie na dziele jezuity Famiana Strady De bello belgico.
W oczach Poszakowskiego historia nie tylko służyła polemice wyznaniowej, ale też stanowiła ważny element humanistycznej formacji młodzieży świeckiej oraz instrument wychowania politycznego. W tym duchu Poszakowski wydał kilka podręczników. W ten nurt wpisywała się Summa historyi uniwersalney (Wilno 1748) stanowiąca zarys historii świata od czasów biblijnych po współczesne, ułożony według panujących. Podobną strukturę miała Summa Historyi Cesarzów zachodnich, jako też wschodnich (Wilno 1749). W tym samym roku Poszakowski wydał książkę o wyprawach krzyżackich pt. Woyny Święte dla Odzyskania Ziemi Świętey, zadedykowane Kazimierzowi Łuskinie. Z kolei materiał zgromadzony w kalendarzach politycznych Poszakowski wydawał ponownie jako odrębne ksiażki pt. Sukcessya dalszych imperatorów rzymskich po dwunastu cesarzach przeszłego roku opisanych (Wilno 1747) i Series Imperatorów chrześciańskich (1748). Wreszcie Poszakowski przetłumaczył z łacińskiego na polski Guillaume’a Marcela Conspectus chronologicus. Dzieło to ukazało się w dwóch częściach w Wilnie w 1747 roku pod tytułem Guilelmi Marcelli Conspectus Chronologiae.

### Kalendarze

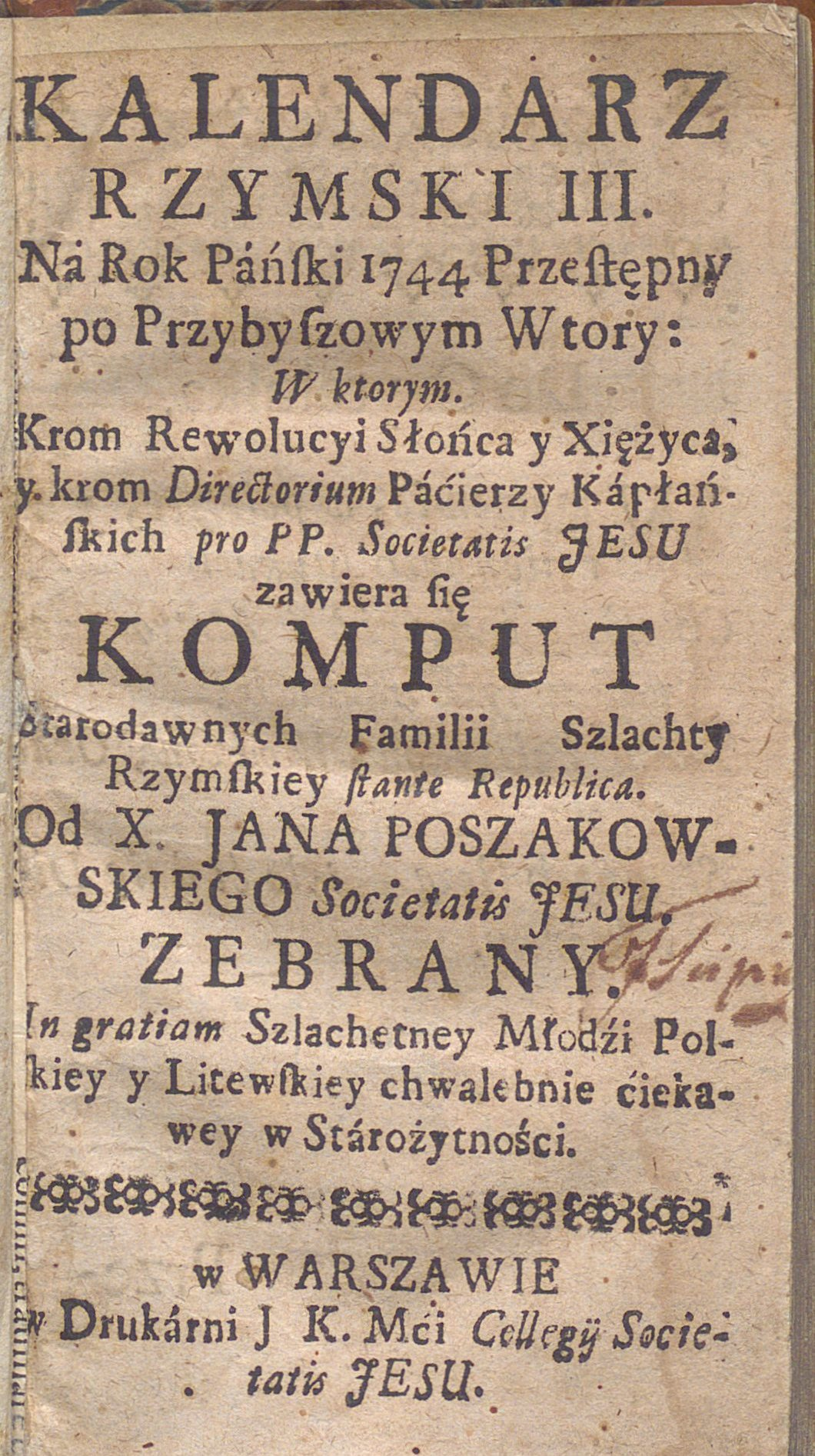
Strona tytułowa Kalendarza rzymskiego III na rok pański 1744 Jana Poszakowskiego

Efemerydy wydawane przez Jana Poszakowskiego wpisywały się w nurt kalendarzy historyczno-politycznych, publikowanych przez jezuitów polskich i litewskich od drugiej połowy lat 30. XVIII wieku. Zgodnie z krytycznym stanowiskiem Towarzystwa wobec astrologii, kalendarze Poszakowskiego zastąpiły prognostykarstwo wiadomościami o historii państw od starożytności po czasy współczesne, o dynastiach oraz wykazami urzędników i informacjami politycznymi dotyczącymi Rzeczypospolitej. Celem tego typu publikacji było zainteresowanie czytelników sprawami publicznymi oraz nakłanie młodzieży do czytania dzieł historycznych.
Najdawniejszy zachowany kalendarz Jana Poszakowskiego to Kalendarz polityczny na rok pański 1737, wydany przez drukarnię Akademii Wileńskiej w 1736 roku. Tamże ukazywały się corocznie kolejne efemerydy do 1749 roku, z wyjątkiem kalendarzy na lata 1742–1746, które wyszły spod prasy kolegium warszawskiego. Łącznie zachowało się 15 kalendarzy: po jeden na każdy rok z wyjątkiem lat 1740 i 1746, gdy ukazały się dwie efemerydy.
Od 1740 roku kalendarze Poszakowskiego miały charakter tematyczny. Jako pierwsze publikacje tego typu powstały Kalendarz jezuicki większy i Kalendarz mniejszy jezuicki dla uczczenia dwusetnej rocznicy aprobaty Towarzystwa Jezusowego przez papieża Pawła III. Efemerydy te zostały zadedykowane odpowiednio braciom Michałowi Kazimierzowi Radziwiłłowi „Rybeńce” i Hieronimowi Florianowi Radziwiłłowi. Kalendarz jezuicki większy zawierał wybitnych jezuitów (przeważnie umęczonych) z całego świata. Szczególną wagę przywiązywał autor do upamiętniania polskich i litewskich dobroczyńców Towarzystwa. Kolejny kalendarz, zatytułowany Kalendarz prześwietnych dam, był przeznaczony do damskiej publiczności. Adresatką listu dedykacyjnego była Franciszka Urszula z Wiśniowieckich Radziwiłłowa. W Kalendarzu prześwietnych dam Poszakowski zawarł wspomnienia z życia sławnych kobiet, a także przystępne informacje astronomiczne, oparte m.in. na pomiarach Tychona Brahego.
Kryterium tematyczności Poszakowski trzymał się także w przypadku kolejnych kalendarzach, drukowanych w Warszawie. W latach 1742–1744 ukazywały się trzy kolejne Kalendarze rzymskie, przedstawiające historię Rzymu starożytnego w porządku chronologicznym. Z kolei Kolenda papieska na rok pański 1745 podawała sukcesję biskupów rzymskich. Rok później ukazała się Kolenda jerezolimska, obejmująca sukcesję biskupów i patriarchów jerozolimskich, szczególnie istotna z punktu widzenia debaty z Kościelem wschodnim. Ostatnie cztery kalendarze Poszakowskiego, wydane w Wilnie na lata 1746–1749 pt. Kolenda cesarska, przedstawiały sukcesję cesarzy rzymskich, bizantyjskich, sułtanów osmańskich i cesarzy rzymskich.

### Literatura pobożna i homiletyczna
Literatura nabożna i kaznodziejstwo stanowią dziedziny, którymi Jan Poszakowski zajął się najpóźniej. W latach 1751–1752 litewski jezuita wydał przekład kazań francuskiego dominikanina Josepha Lamberta, w dwóch tomach, pt. Kazania na niedzielę (Wilno 1752) i Kazania na święta (Wilno 1752). Kazania te były dalekie od estetyki barokowej i nawiązywały raczej do wczesnego klasycyzmu autorów francuskich epoki Ludwika XIV. Poszakowski podchodził zresztą swobodnie do pierwowzoru, dodając lub usuwając teksty zgodnie ze specyfiką lokalnego kalendarza liturgicznego. Zastanawiał się nad rozszerzeniem dzieła poprzez dodanie informacji o niektórych świętych w oparciu o Żywoty Piotra Skargi. W dwutomowym zbiorze Poszakowski upatrywał naukę chrześcijańską ułożoną w kazaniach, szczególnie przydatną da proboszczy i katechetów. Nie przypadkowo załączał do drugiego tomu polski przekład katechizmu Roberta Bellarmina.

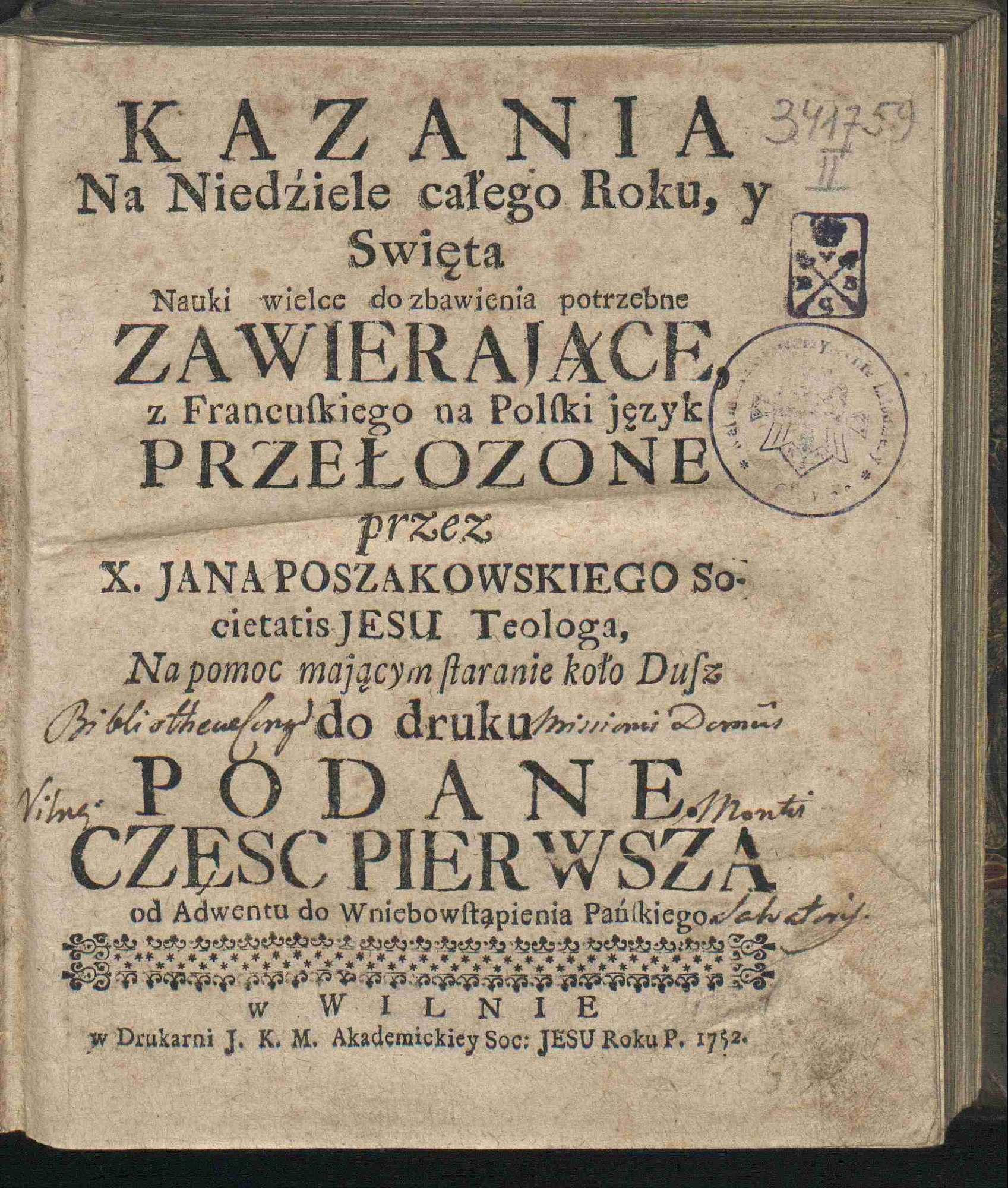
Strona tytułowa pierwszego tomu Kazań Josepha Lamberta w przekładzie Jana Poszakowskiego

W 1752 roku ukazała się polska wersja katechizmu Roberta Bellarmina, pt. Katechizm rzymski. Podobnie jak w przypadku kazań Josepha Lamberta, Poszakowski wykazywał dużą autonomię wobec pierwowzoru. Korzystał z polskiego tłumaczenia Marcina Szyzszkowskiego, wydanego w Krakowie w 1606 roku. Poszakowski rozbudował poszczególne części, dodając uwagi odnoszące się do realiów Rzeczypospolitej.
Ostatnią pozycją wydaną przez Poszakowskiego była Droga do nieba wprzód od przeszkód uprzątniona (1756). Był to przekład dzieła Giovanniego Pietra Pinamontiego La via del cielo, szczególnie popularnego w XVIII wieku w kontekście literatury poświęconej Ćwiczeniom duchownym św. Ignacego. W około 250 stronach Pinamonti omawiał dziesięć przeszkód do zbawienia i sposoby ich usunięcia. Poszakowski znacznie rozbudował tekst do około 800 stron, m.in. poprzez dodanie obszernej nauki o traktowaniu poddanych w oparciu o Traktat o lichwie Marcina Śmigleckiego i szóstego kazania sejmowego Piotra Skargi.

### Dzieła nieopublikowane lub niezachowane
Nekrolog Jana Poszakowskiego odnotował też prace, które nie zostały opublikowane i nie przetrwały do naszych czasów. Ich tytuły świadczą jednak o szerokich zainteresowaniach jezuity. Do ksiąg pobożnych należały „Życie św. Izydora z braćmi dla ziemian” i „Zachęta do miłości P. Jezusa i Św. Bożej Rodzicielki”. W nurt historyczny wpisywały się „Historia od założenia świata do śmierci patryjarchy Józefa z francuskiego na łacinę tłumaczona O. Bussiera” i „Epithema Historii Ruskiej”. Ponadto Poszakowski interesował się historią i genealogią rodu Radziwiłłów, zostawiając „Żywot Mikołaja Radziwiłła, czyli Sierotki” i „Genealogię książąt Radziwiłłów aż do Janusza, Karola y Sióstr”. O poszukiwaniach litewskiego jezuity w dziedzinie historii Kościoła świadczy z kolei „Opis Biskupstw wileńskich, samogiteńskiego, inflanckiego i smoleńskiego”. Nekrolog przypisywał Poszakowskiemu również „Gramatykę Alwara wydaną około roku 1753”.
Do nieopublikowanych dzieł Poszakowskiego należała wreszcie książka polemizująca z masonerią. Z korespondencji Poszakowskiego wynika, że rękopis był wysłany do Józefa Andrzeja Załuskiego. Dzieło nie doczekało się jednak wydania drukiem.
Jedynym dziełem Poszakowskeigo zachowanym w rękopisie jest zbiór nekrologów pt. „De viribus illustribus Provinciae Lithuaniae S.I.”. Poszakowski gromadził tzw. compendia vitae sporządzane na potrzeby centralnej administracji zakonu, uzupełniając je o informacje dotyczące dorobku piśmienniczego poszczególnych jezuitów. Na zainteresowanie Poszakowskiego historią Towarzystwa wskazuje też odnotowany w nekrologu „Katalog pisarzy w prowincji litewskiej 1754”.

### Starodruki
- Lambert Joseph, Poszakowski Jan, Kazania na niedziele całego roku y święta, nauki wielce do zbawienia potrzebne zawierające. Cz. 1, Od Adwentu do Wniebowstąpienia Pańskiego, Wilno 1752[43]
- Lambert Joseph, Poszakowski Jan, Kazania na święta z francuskiego na polski język przełożone, Wilno 1752[44]
- Patouillet Louis, Poszakowski Jan, Absurda Jansenistica, hoc est Sceleratu per gratiam Paschasii Quesnelli Jansenistarum Antesignani, ab omni culpa et poena immunis, uti evidentissime demonstrat sequens Dialogus, seu Colloquium Theologi Catolici cum Jansenista, nunc primum ex Gallico quo in Batavia prodiit sermone, Latine redditum [...], Varsaviae 1755[45].
- Pinamonti Giovanni Pietro, Poszakowski Jan, Droga do nieba wprzód od przeszkód uprzątniona, a potym przez cnoty teologiczne y moralne prosto do chwały wieczney prowadząca: od świadomych tey drogi Oyców Duchownych, osobliwie Jana Piotra Pinamontego [...] pokazana, z Exercycyów duchownych S. Ignacego de Loyola, a dla wygody Plebanów, Kaznodziejów [...] po polsku opisana, Wilno 1756[46]
- Poszakowski Jan, Antidotum contra Antidotum, abo Zbawienna Przestroga, że Lekarstwo Duszne Przeciwko Apostazyi przez Woyciecha Węgierskego niegdy Superintendenta Zborów Ewangelickich sporządzone y wygotowae, teraz świeżo w Królewcu Roku Pańskiego 1750 Drukiem publikowane y ogłoszone, jest Wierutną Dusz Trucizną, dana wszystkim w obec, y z osobna Boga kochaiącym y zbawienia wiecznego sobie życzącym [...], Wilno 1754[47].
- Poszakowski Jan, Firmament Prawdy Trzema Gwiazdami rozumy Dyssydentów oświecający, to jest Nauka katolicka o Wzywaniu Świętych, o Modliwie za Umarłych y o Czyscu z Nauką Xiąg Symbolicznych Kościoła Luterskiego, y Nayprzednieyszych iego Nauczycielów zniesiona, Wilno 1737[48].
- Poszakowski Jan, Głos Pasterza Jezusa Chrystusa wzywającego owieczki do owczarni swojey albo nauka katholicka praeliminarna, która podaje sposób w powszechności rozeznania prawdziwej religiey chrześcijańskiey od nieprawdziwey y zmyśloney, Wilno 1736[49].
- Poszakowski Jan, Historya kalwińska o Początkach, progresie y upadku tey sekty we Francyi, z rożnych Authorow, ktorzy żyli tych wiekow, ktorych się to stało, y na co sami patrzyli [...] w Części Pierwszey Zebrana, Warszawa 1747[50].
- Poszakowski Jan, Historya Luterska o Początkach y Roskrzewieniu się tey Sekty, Oraz nie ktore rewolucye w sobie zawierająca, Swiatu Polskiemu ogłoszona [...], Wilno 1745[51]
- Poszakowski Jan, Historya o Początku Odszczepieństwa Kościoła Anglikańskiego y wejściu do niego Herezyi Kalwińskiey y innych Sekt; Z Mikołaja Sansera, Edwarda Rychtona y z inszych po nich następujących Pisarzow Dziejow Angielskich Zebrana y Opisana przez x. Jana Poszakowskiego Soc Jesu Theologa. Łaskawą Promocye Wielmożnego Jmći Pana Jana Chreptowicza Stolnika Województwa Nowogrodzkiego, Starosty Zoszelskiego do Druku podana. Y ta to iest częsc wtora Historyi Kalwinskiey O Progressie y rozszerzeniu siętey Sekty w Krolestwach Wielkiey Brytanny, Warszawa 1748[52]
- Poszakowski Jan, Historya O Początku Odszczepieństwa Kościoła Anglikańskiego y weyśćiu do niego Herezyi Kalwińskiey y innych Sekt […] Y ta to iest Częsc Wtora Historyi Kalwinskiey, Warszawa 1748[53]
- Poszakowski Jan, Historyi Kalwińskiey Częsc Trzecia, W ktorey się opisuie Okazya y Sposob rozmnożenia tey Herezyi w Belgium albo w Niderlandzie, Warszawa 1749[54]
- Poszakowski Jan, Kalendarz Jezuicki Większy Na Rok Przestępny MDCCXL, Wilno [1739][55]
- Poszakowski Jan, Kalendarz Mnieyszy Jezuicki Prowincyi Litewskiey Na Rok Pański 1740: záwierájący w sobie krom Rewolucyi Słońcá y Xiężycá [...], Wilno [1739][56]
- Poszakowski Jan, Kalendarz Polityczny na Rok Pański 1738 zawieraiący w sobie Rewolucye Roczne, Lunacye, Zaćmienia Słońca y Xiężyca, Concilia powszechne, Herezye, Zakony, Seriem Krolow Polskich, dzień narodzenia Panow y inne rzeczy ciekawe do politycznych rozmow służące 1738, Wilno [1737][57]
- Poszakowski Jan, Kalendarz Prześwietnych Dam ná Rok Pánski 1741 po Przestępnym pierwszy, po Przybyszowym wtory, Záwierający w sobie krom Rewolucyey Słońca y Xiężyca, Dźień zeyśćia z tego świata Zacnych y Znacznych urodzeniem, świątobliwością y Cudami Dam, jákie są Swięte álbo Błogosławione Cesarzowe y Cesarzowne, Krolowe y Krolewne, Xiężne y Xiężniczki, Margraffowe y Margraffowne, także Senatorskiego rodu Panie y Panny, Przezacnym Damom Polskim do naśladowania zá przykład Dobrodzieykom Kompaniey Jezusowey, na oświadczenie wdźięcznośći zá Kolendę prezentowany, Wilno [1740][58]
- Poszakowski Jan, Kalendarz Rzymski III. Na Rok Páński 1744. Przestępny po Przybyszowym Wtory: w ktorym krom Rewolucyi Słońca y Xiężyca y krom Directorium Páćierzy Kápłańskich pro PP. Societatis Jesu zawiera się Komput Starodawnych Familii Szlachty Rzymskiey stante Republica / Od X. Jana Poszakowskiego Soc. Jesu. Zebrany. In gratiam Szlachetney Młodźi Polskiey y Litewskiey chwalebnie ciekawey w Stárożytności, Warszawa [1743][59]
- Poszakowski Jan, Katechizm rzymski abo krotka nauka katolicka wszystkim chrześcianom do zbawienia naypotrzebnieysza, Wilno 1752[60]
- Poszakowski Jan, Kolenda Cesarska Na Rok 1746. Po Przybyszowym pierwszy, po Przestępnym wtory: zawierająca Seriem Duodecim Cæsarum albo 12. pierwszych Cesarzow Rzymskich Ofiarowana Szlachetney Młodzi [...], Wilno [1745][61].
- Poszakowski Jan, Kolenda Jerozolimska Na Rok 1746. po Przybyszowym Pierwszy po Przestępnym wtory: Zawierająca Sukcessyą Biskupow y Patryarchow Jerozolimskich z Kalendarzem Kościoła Greckiego y Ruskiego Ofiarowana Prześwietney Młodzi [...], Warszawa [1745][62]
- Poszakowski Jan, Kolenda Papieska Na Rok Pański 1745: Po Przybyszowym trzeci, po Przestępnym pierwszy, zawieraiąca Kalendarz Samych Papiezow Namiesnikow Chrystusowych Następcow S. Piotra na Stolicę Rzymską y Ich Sukcessyą do teraznieyszego Oyca Swiętego Benedikta XIV. Chronologice doprowadzoną, Offiarowana Katholickiey Młodzi osobliwie ad statu[m] Ecclesiasticu[m] aspirandi dla wiadomości o powszechnych Oycach Chrześciaństwa y naywyzszych Pasterzach Owczarni Chrystusowey, Warszawa [1744][63].
- Poszakowski Jan, Konfessya Albo Wyznanie Wiary Jednostaynym konsensem y zgodą wszystkich Zborow Kàlwińskich ułozone. A przez W. Xiędza Jana Poszakowskiego [...] Roztrząsnione. Jeżeli sie zgadza ze Słowem Bożym y z Náuką starodawnego Kościoła? [...], Warszawa 1742[64].
- Poszakowski Jan, Lilia między Cierniami, Prawda między błędami, to jest: Nauka Katholicka o usprawiedliwieniu z Nauką Protestantów Konfessyey Auzburskiey w Xięgach ich Symbolicznych zawartą zniesiona i we trzech trktatach przełożona, Wilno 1738[65].
- Poszakowski Jan, Nauka pp. dissidentow z nauką starodawnego Kościoła zniesiona, in gratiam tych Ich-Mościów, ktorzy protestują się, iż tak wierzą jako wierzył y nauczał starodawny Kościoł [...], Wilno 1733[66].
- Poszakowski Jan, Niegodziwosc jansenistka, czyli Zbrodzien rozboynik [...] karze niepodlegaiący w rozmowie katolika teologa z jansenistą, Kalisz 1783[67].
- Poszakowski Jan, Prawda z orłem y strzałą nad kacerskiemi błędami gorująca, to iest nauka katholicka o Kościele Chrystusowym z nauką protestantow confessiey auzburskiey w xięgach ich symbolicznych zawartą zniesiona, we trzech traktatach przełozona [...], Wilno 1740[68].
- Poszakowski Jan, Rozdział Światła od ciemności, to jest Nauka katholicka o Przenayświętszey Eucharystyey z Nauką Protestantów Konfessyey Augzburskiey w Xięgach Symbolicznych zawartą zniesiona, y we trzech tratkatach przełożona, była adresowana do biskupa żmudzkiego Jozafata Karpia. Druga wersja, zatytułowana wprost Nauka katholicka o Przenayświętszey Eucharystyey z Nauką Protestantów Konfessyey Augzburskiey w Xięgach Symbolicznych zawartą zniesiona, y we trzech tratkatach przełożona, Wilno 1737[69]
- Poszakowski Jan, Summa historyi uniwersalney na dwie części rozłożona, abo index kalendarzykow seu kolend, ktore w Wilnie corocznie się wydaią. Cz. 1, Od stworzenia świata do przyiścia Chrystusowego, Wilno 1748[70].
- Poszakowski Jan, Zohar co znaczy splendor, jasność, swiatłość z okazyi starego zydowskiego Zoharu Jzraelitom przyswiecający do poznania prawdziwego Messyasza Jezusa Chrystusa, albo pochodnia swiatłością prawdy od Boga obiawioney jasna, z xiąg mądrych y fundamentalnych tłumaczow Pisma S. osobliwie Sebastyana Barradyusza, Korneliusza a Lapide, Marcina Bekana [...] zapalona, Warszawa 1749[71].